# 格勒诺布尔有轨电车E线
格勒诺布尔有轨电车E线（法語：Ligne E du tramway de Grenoble）是法国东南部城市格勒诺布尔的一条有轨电车线路，全长11.5公里，于2014至2015年间建成通车。

## 历史
E线的最初和C线同时提出建设，但因财政问题搁浅。2009年，随着格勒诺布尔城市的向北扩展，E线计划再次被提出并于次年6月获得批准。2011年4月，E线开始施工，原计划2014年6月全线竣工，但因拆迁问题，圣马丁勒维努市政厅以北的路段直到2015年7月13日才正式通车。

## 路线
格勒诺布尔有轨电车E线大致呈南北走向，纵贯格勒诺布尔老城区，跨越伊泽尔河（法語：L'Isère）并延伊泽尔河右岸向北延伸，全长11.5公里，共设有17个车站。全线均为复线接触网式线路。

## 运营
格勒诺布尔有轨电车E线的运营时间为每天4:50（周日及节假日推迟至5:53）至次日凌晨1:25，高峰期最低间隔约为6分钟一班，全程运行时间大约为30分钟，商业运行速度约为每小时23公里。小交路包括"帕吕耶勒"至"阿尔萨斯-洛林"和"孔多尔塞"至"路易·米歇尔"两种，均仅在日间（7-19点）以外的时间段内运行。
2016年，格勒诺布尔有轨电车E线的搭载乘客总数量为744.2万人次，平均每天每公里约1773人次，在格勒诺布尔的五条有轨电车线路中排名第四。

## 车型
格勒诺布尔有轨电车E线最初采用翻新版的法兰西标准有轨电车，全长29.4米，每列列车为三节编组，可载客178人，共14列。

## 车辆所
E线的车辆所为"耶尔"（Eybens），位于B线东端的终点耶尔体育公园附近。为此，E线的首末班列车需开行较长的空载路程。

## 站点设置
| 格勒诺布尔有轨电车E线线路表 |            |                  |                   |
| 车站名称                    | 站台类型   | 所在市镇         | 可换乘线路        |
| 丰塔尼勒科尔尼永-帕吕耶勒   | 双侧式站台 | 丰塔尼勒科尔尼永 |                   |
| 拉富尔                      | 双侧式站台 | 丰塔尼勒科尔尼永 | 63                |
| 卡尔本                      | 双侧式站台 | 圣埃格雷夫       | 22 · 51 · 54 · 63 |
| 莱邦奈                      | ？         | 圣埃格雷夫       | ？                |
| 拉皮内阿-圣罗贝尔           | 岛式站台   | 圣埃格雷夫       |                   |
| 旺斯桥                      | 双侧式站台 | 圣埃格雷夫       | 22 · 54           |
| 米雷                        | 岛式站台   | 圣埃格雷夫       | 22 · 60 · 61      |
| 菲扬塞·普雷迪厄             | 岛式站台   | 圣埃格雷夫       | 22                |
| 内龙                        | 岛式站台   | 圣马丁勒维努     |                   |
| 钟楼                        | 双侧式站台 | 圣马丁勒维努     |                   |
| 圣马丁勒维努-市政厅         | 双侧式站台 | 圣马丁勒维努     | 55                |
| 卡萨莫尔村                  | 双侧式站台 | 格勒诺布尔       | _ 56              |
| 步行道中心                  | 双侧式站台 | 格勒诺布尔       |                   |
| 阿尔萨斯-洛林               | 双侧式站台 | 格勒诺布尔       | A · B · 26        |
| 孔多尔塞                    | 双侧式站台 | 格勒诺布尔       | _ 12              |
| 瓦列-自由                   | 双侧式站台 | 格勒诺布尔       | C · 25 · 26       |
| 阿列                        | 双侧式站台 | 格勒诺布尔       | C5 · 25           |
| 路易·米歇尔                 | 双侧式站台 | 格勒诺布尔       | C2 · 25           |
| 1. 2.                       |            |                  |                   |